# Romance pro křídlovku (opera)
Romance pro křídlovku je lyrická komorní opera o dvou dějstvích a epilogu českého skladatele Miloše Vacka z let 1980–1981. Libreto napsala jeho manželka, herečka a spisovatelka Naděžda Gajerová (pod svým dívčím jménem Naďa Mauerová) podle známé stejnojmenné básnické povídky básníka Františka Hrubína z roku 1961. Premiéru opery uvedlo 18. prosince 1987 Jihočeské divadlo v Českých Budějovicích.

## Vznik, charakteristika a historie
Romance pro křídlovku je třetí operou Miloše Vacka. Ten se po své první opeře Jan Želivský z 50. let 20. století věnoval v následujícím desetiletí především vznikajícímu českému muzikálu a baletu, aby se v 70. letech vrátil k operní tvorbě nejprve revizí Jana Želivského, pak operou Bratr Žak, Romancí pro křídlovku a Kocourem Mikešem; libretistkou mu ve všech případech byla jeho manželka Naďa. Romance pro křídlovku – podle známé Hrubínovy předlohy, jejíž popularita byla zdůrazněna úspěšnou stejnojmennou filmovou adaptací Otakara Vávry z roku 1966 – vznikla v letech 1980 až 1981 na počest 100. výročí otevření Národního divadla na jeho objednávku. Podle skladatelových vzpomínek jej k námětu přitáhly už vlastní vzpomínky na zvuk křídlovky, na kterou hrával jeho otec, když vyučoval v Kamenici nad Lipou, a který hocha „magicky připoutával“. Národní divadlo Vackovu operu sice do programu nezařadilo, poskytlo však své síly, aby ji – v poněkud krácené podobě a s mluveným komentářem – natočil Československý rozhlas v Plzni s dirigentem Bohumírem Liškou a s Lilkou Ročákovou, Brigitou Šulcovou, Alfrédem Hamplem, Jaroslavem Součkem, Karlem Bermanem, Daliborem Jedličkou a Jiřím Zahradníčkem. Tato verze měla svou premiéru 24. října 1983 na stanici Vltava. Scénicky ji pak uvedlo o čtyři roky později Jihočeské divadlo.
Muzikoložka Jarmila Brožovská v časopise Scéna odhadovala, že důvodem, proč Jihočeské divadlo uvedlo Romance pro křídlovku, bylo, že tato opera „by měla být přitažlivá známou (a úspěšně zfilmovanou) Hrubínovou předlohou i dramatickou atmosférou ideálů, muk i váhání prvního milostného vzplanutí a dospívání v konfliktu světa „solidních“ zásad a světoběžnictví pouťových komediantů.“ To se snažila libretistka zachytit i v textu opery, i když se změnami, které byly pro divadelní ztvárnění potřebné. Při transformaci básnického námětu, v němž vzpomínky a snové vidiny nejsou řazeny chronologicky, do souvislého děje řadu řešení převzala z Vávrova filmu. Podle něj doplnila některé postavy (Františkova otce, Terininých rodičů), navíc pak některé dějové motivy (pokus o útěk mladých milenců, konflikt a rvačku mezi Františkem a Viktorem). Postavám Teriny a zejména Tonky připsala mnoho textu; rovněž Terinka v opeře neumírá prozaicky na záškrt, ale na jakousi sentimentální trudnomyslnost. Výsledek přijala kritika s rozpaky; muzikolog Vilém Pospíšil v Hudebních rozhledech soudil, že nejlépe dopadlo zpracování tam, kde se drželo básníkova textu (většinou ve Františkových monolozích), hůře pak v připsaných scénách, zejména s postavou Viktora. Brožovská vyčítala této opeře „dramatickou roztříštěnost jevištní adaptace, z níž nutně vyprchala hrubínovská poetika, těžko zachytitelný opar mladého roztoužení, citového těkání a dozrávání v konfrontaci životních snů a drsné reality“. Hudební kritička Helena Havlíková v kulturním časopisu Tvorba varovala diváky: „Nehledejme tedy v libretu svébytnou lyričnost a poetičnost Hrubínových veršů, byli bychom zklamáni.“
Pokud jde o hudbu, recenzenti zdůrazňovali zejména Vackovo melodické nadání a kompoziční zručnost. Helena Havlíková psala: „Miloš Vacek je skladatel, který suverénně ovládá kompoziční řemeslo, jeho devízou je melodický fond a přirozená muzikálnost.“ Zhudebnění Romance pro křídlovku bylo konzervativní, Vacek usiloval především o „širokou sdělnost“ (V. Pospíšil) a sázel „na tradicí ověřené postupy ve formálním členění s častými návraty příznačných motivů stejně jako v důrazu na melodickou složku“ (H. Havlíková). I proto si zvolil hudebně atraktivní prostředí vesnické pouti; komedianty charakterizují jednak navracející se „výrazná, účinně rozvíjená melodie“ titulní křídlovky, která „má v opeře klíčovou funkci“, jednak „odrhovačka“ aristonu hrající z magnetofonového záznamu. Recenze chválily rovněž Vackovu charakterizaci postav: melodická deklamace a především líbivý, pěvecky vděčný valčík pro Terinu, podobně lyrická „cudná zpěvnost“ pro Františka – dialogy obou milenců přirovnal Pospíšil k Debussyho Pelleasovi a Melisandě, zatímco Terinina rivalka Tonka je charakterizována „temnou, agresivní figurou a opakovanými, nápěvkově stylizovanými výbuchy smíchu“. Hudba vhodně vystihuje situace, nedokázala však podle recenzentů dodat Romanci pro křídlovku dramatičnost, která scházela už i libretu, takže opera sestává především z „lyrických zastavení“.
Vacek kladl velký důraz na přednost zpívaného slova, přičemž „brilantní instrumentaci“ vyhradil pro nezpívaná místa, což Pospíšil označil „citlivé zacházení se zpěvní linkou vzhledem k orchestrální sazbě“, zatímco Havlíkové naopak vadila „velice těsná, až popisná vazba slova a hudby“. I soustředění hudby na melodický aspekt si vysloužilo určitou kritiku: Pospíšil mínil, že „pregnance melodických nápadů a jejich rozvíjení mají své hranice“, jež jsou navíc vyčerpány tím, že „každý melodický nápad je využit do krajnosti“ (což připisoval vlivu Vackových zkušeností s muzikály). Podobné výhrady vyjádřila Havlíková: „Zastánci tzv. melodické opery by mohli být spokojeni, těm, kteří si výrazové možnosti hudby představují moderněji, různoroději a bohatěji, Vackova přímočarost stačit nebude.“
Podle recenze Viléma Pospíšila byl ohlas první premiéry srdečný a skladatel i libretistka se děkovali, druhá premiéra „byla při prořídlém hledišti přijata už značně vlažněji“. I podle Heleny Havlíkové Romance pro křídlovku v operní podobě „při poloprázdném hledišti vřelejší odezvu nenašla“. Podle ní se ukázalo, že „ani atraktivní, všeobecně známý literární námět, pokud jeho adaptace není umělecky zcela průkazná, není pro publikum přitažlivý a operu zachránit nemůže“. I tak si ředitel družebního divadla ve východoněmeckém Meiningenu vyžádal Romancí pro křídlovku k hostování a Jihočeské divadlo ji tam také dvakrát odehrálo. Jihočeské divadlo se s touto operou prezentovalo rovněž na Operní žatvě roku 1987; v hodnocení celé přehlídky ji Helena Havlíková označila za „značně problematickou“ a domnívala se, že na ni byla „vyplýtvána cenná energie souboru“.

## Osoby a první obsazení
| osoba                        | hlasový obor | premiéra (18. prosince 1987) |
| ---------------------------- | ------------ | ---------------------------- |
| František                    | tenor        | Miloslav Veselý              |
| Terina                       | soprán       | Miroslava Málková            |
| Tonka                        | soprán       | Eva Jarolímková              |
| Viktor                       | baryton      | Josef Průdek                 |
| Dědeček                      | bas          | Oldřich Jakubík              |
| Tatínek                      | bas          | Robert Wolek                 |
| Terinin otec, komediant      | tenor        | Otakar Dubský                |
| Terinina matka, komediantka  | mezzosoprán  | Věra Zabilková               |
| Obecní blázen                | němá role    | Jan Štěch                    |
| Mládež u kolotoče na vesnici |              |                              |
| Dirigent: Karel Nosek        |              |                              |
| Režie: Milan Fridrich        |              |                              |
| Scéna: Vladimír Landa        |              |                              |
| Kostýmy: Helena Anýžová      |              |                              |

## Děj opery
Do vsi Netvořic se vrací na prázdniny František, syn místního zedníka. Studuje na učitele, ale k otcově nelibosti si studia nehledí a rád se toulá. Protože Františkův tatínek nyní přes týden pracuje v blízkém městě, dělá František nyní společnost starému a pomatenému dědečkovi, který je po těžké mrtvici upoután na lůžko a hovoří se svými mrtvými známými. Přitom udržuje milostný vztah s hezkou, smyslnou a poněkud hrubou děvečkou ze statku Tonkou.
Do Netvořic přijeli komedianti s kolotočem a střelnicí; vesnicí se rozléhá každý večer zvuk jejich aristonu. Mezi komedianty Františka zaujme mladičká Terina, jejich vyvolávačka, a student se do ní bezhlavě zamiluje. Zavrhuje kvůli ní Tonku, jenže Terina je předurčena za nevěstu protřelému komediantovi Viktorovi, který vystoupení artistů doprovází na křídlovku.
Dědeček dostane nový záchvat a František posílá otci telegram, aby přijel. Cestou z pošty se potkává u kolotočů s Terinou, a přestože to znamená, že se musí vyhnout žárlivému sledování Viktora, smlouvají si schůzku na odpoledne. Při nádherné procházce si pak vyznají lásku a chystají se spolu utéci. Avšak Viktorovi jejich setkání neušlo a přichází do Františkovy chalupy varovat studenta před vztahem s Terinou. František mu odporuje, ale Viktor ho v potyčce – před vyděšeným dědečkem – hravě přemůže. Když pak Terina večer s uzlíkem šatstva dorazí na místo, kde se měla setkat s Františkem, nachází Viktora, který ji odvádí do maringotky k rodičům.
Dědečkovi se zatím tělesně přitížilo, ale šok z Františkovy rvačky s Viktorem má na chvíli vrátil čisté vědomí. Poznává opět Františka a diví se, jak dospěl; dává mu svou břitvu na holení jako odznak mužství. Poté v tichosti a usmířen umírá. Františkův otec přichází již pozdě. František ho nechává samotného s mrtvým dědečkem a spěchá na místo, odkud měli s Terinou utéci, ale tam už čeká Viktor a zpráská ho bičem. Vzápětí se maringotky pohnou a komedianti Netvořice opouštějí. – František rozčilený všemi dnešními událostmi hledá uklidnění v nočním lese, kde narazí na Tonku, avšak odmítá její smyslné dotírání a běží hlouběji do lesa... Teprve nad ránem se vrací do chalupy a usedá do postele k mrtvému dědečkovi. Celá zkušenost pro Františka znamená bolestné rozloučení s bezstarostným mládím.
V epilogu po dvaceti letech se František náhodou opět v Netvořicích. Je pozdní večer a na návsi skončila pouť; zestárlý Viktor uklízí střelnici. Oba bývalí sokové v lásce spolu hovoří bez zášti a vzpomínají na Terinu. Od Viktora se František dozvídá její osud – jeho první opravdová láska zemřela v zimě poté, co se setkali, na nedostatek vůle k životu.

## Instrumentace
Dvě flétny, dva hoboje, dva klarinety, dva fagoty; dva lesní rohy, dvě trubky, pozoun, tuba; tympány, bicí souprava, xylofon, celesta; mandolína, harfa, cembalo, klavír; smyčcové nástroje (housle, violy, violoncella, kontrabasy); magnetofonový záznam.